# Laurent Buchet
Pour les articles homonymes, voir Buchet.
Laurent Buchet (dit "La Buche" , "Elastikman" ou "pipo"'), né le 6 septembre 1982 à Nice (Alpes-Maritimes), est un joueur de rugby à XV et à sept français qui évolue au poste d'ailier ou arrière (1,85 m pour 86 kg). Il est le fils d'Éric Buchet.

## Carrière
- Jusqu'en 2002 : Rugby Nice Côte d'Azur
- 2002-2003 : RC Narbonne
- 2003-12/2006 : RC Toulon
- 2006-2008 : Rugby Nice Côte d'Azur
- 2008-2017 : RO Grasse

## Palmarès

### En club
- Champion de France de Pro D2 : 2005
- Finaliste du championnat de France Reichel : 2001

### En équipe nationale
- Équipe de France Junior[réf. nécessaire]
- Grand Chelem au tournoi des VI Nations junior en 2000[réf. nécessaire]
- Équipe de France de rugby à sept[réf. nécessaire]